# Chalcocelis
Chalcocelis is een geslacht van vlinders van de familie slakrupsvlinders (Limacodidae).

## Soorten
- C. albiguttatus (Snellen, 1879)
- C. castanica (Turner, 1926)
- C. eulopha (Turner, 1931)
- C. rubra Bethune-Baker, 1908
- C. wilemani West, 1937